# Семенов Дмитро Володимирович
Дмитро Володимирович Семенов (рос. Дмитрий Владимирович Семёнов; 19 квітня 1982, м. Москва, СРСР) — російський хокеїст, правий нападник. Виступає за «Молот-Прикам'я» (Перм) у Вищій хокейній лізі. 
Вихованець хокейної школи «Динамо» (Москва). Виступав за ТХК (Твер), «Динамо-Енергія» (Єкатеринбург), «Динамо» (Москва), «Спартак» (Москва), «Крила Рад» (Москва), «Сибір» (Новосибірськ), «Нафтохімік» (Нижньокамськ), «Молот-Прикам'я» (Перм), «Металург» (Новокузнецьк), «Амур» (Хабаровськ), «Металург» (Жлобин), «Єрмак» (Ангарськ). 